# اولگا گولازیان
اولگا نیکوغایوسی گولازیان (ارمنی: Օլգա Նիկողայոսի Գուլազյան؛ انگلیسی: Olga Gulazyan؛ زاده ۸ ژانویهٔ ۱۸۸۶ – درگذشته ۲۷ مهٔ ۱۹۷۰) یک بازیگر و سیاستمدار اهل ارمنستان بود. وی بین سال‌های ۱۹۲۷ تا ۱۹۵۸ میلادی فعالیت می‌کرد. وی همچنین نماینه دوره چهارم شورای عالی جمهوری شوروی سوسیالیستی ارمنستان نیز بود.

## زندگی‌نامه
وی در ۸ ژانویه [سبک قدیمی: ۲۷ دسامبر ۱۸۸۵] ۱۸۸۶ در تفلیس به دنیا آمد . وی همچنین برندهٔ جوایزی همچون نشان لنین، نشان پرچم سرخ کار، مدال دفاع از قفقاز، مدال کار شجاعانه در جنگ بزرگ میهنی (۱۹۴۵–۱۹۴۱), هنرمند مردمی ارمنستان شوروی، هنرمند شایسته ارمنستان شوروی، جایزه دولتی ارمنستان شوروی (۱۹۶۷) و جایزه استالین (۱۹۵۲) شده است. وی در ۲۷ مهٔ ۱۹۷۰ در سن ۸۴ سالگی در ایروان درگذشت و در آرامستان مرکزی ایروان (توخماخ) به خاک سپرده شد.

## گزیده فیلمشناسی
از فیلم‌ها یا برنامه‌های تلویزیونی که وی در آن نقش داشته است می‌توان به زاره، ترانه نخستین عشق اشاره کرد.